# Guillaume Tell (Leichtathlet)
Guillaume François Jean Tell (* 8. Juli 1902 in Aix-en-Provence; † 6. Oktober 1998 ebd.) war ein französischer Langstreckenläufer.
Bei den Olympischen Spielen 1924 in Paris wurde er mit seiner persönlichen Bestzeit von 32:12,0 min Siebter über 10.000 m.
1928 wurde er bei den Französischen Meisterschaften im Marathon (38,5 km) Dritter in 2:25:17 h. Beim Marathon der Olympischen Spiele in Amsterdam kam er in 2:51:18 h auf den 29. Platz.